# 패디 로이 베이츠
패디 로이 베이츠(영어: Paddy Roy Bates, 1921년 8월 29일 ~ 2012년 10월 9일)는 영국의 옛 해적방송 운영자이자 예비역 영국 육군 소령 출신이며 시랜드 공국의 설립자이다.
그는 해럴드 맥밀런 영국 총리 재임 시절이던 1957년 1월 23일에서 1960년 2월 29일까지 영국 총리실 국제외교행정공보비서관 직위를 지낸 이후 1967년 9월 22일에서 2012년 10월 9일 사망할 때까지 시랜드 공국의 로이 공작(HRH Prince Roy of Sealand)임을 자처하였다.

## 시랜드 공국의 공작
베이츠는 1942년 3월에서 1955년 3월까지 영국 육군에 복무하였고 군대 복무 중에 2차 대전과 한국전에도 참전하였으며 나중에 육군 소령 계급으로 진급하였고 이후 1955년 영국 육군 소령 예편하였다. 과거에 그는 2년간 어부로 일했고 나중에는 해적방송을 운영하였다.
1965년 몬셀 해상 요새(제2차 세계 대전 당시 영국 해군의 방위 요새로 사용되었음)를 점거하고 있던 라디오 시티의 직원인 존 타워(John Tower)를 추방시켰다. 1965년부터 1966년까지 라디오 방송국인 라디오 에식스(Radio Essex)를 운영하였다. 이 방송국은 1966년 10월에 영국의 좋은 음악 방송(Britain's Better Music Station, BBMS)이라는 이름으로 변경하였지만 1966년 크리스마스를 앞두고 갑자기 방송을 중단하였다.
이 사건을 계기로 영국 방송법 위반 관련 혐의를 적용받아 유죄 판결을 받았지만 나중에 러프 요새로 이주하게 된다. 러프 요새는 몬셀 요새에서 멀리 떨어져 있었으며 당시에는 영국의 영해에서 벗어나 있던 요새이기도 하였다. 또한 이 곳은 초기에 잭 무어와 그의 딸, 그리고 해적방송인 라디오 캐롤라인(Radio Caroline)을 운영하고 있던 로넌 오레힐리가 점거하고 있었다. 이 소식을 들은 베이츠는 자신의 보트를 타고 러프 요새로 출동하여 오레힐리에게 화염병을 던지고 총을 쏘며 공격하였다.
라디오 캐롤라인은 이 사건 이후로 새로운 장소에서 방송을 재개하지 않았지만 베이츠는 그 곳에서 머무르기로 결정하게 된다. 1967년 9월 2일 러프 요새에서 시랜드 공국의 독립을 선언하였다. 은퇴한 이후에는 자신의 아내인 조앤과 함께 살았으며 2012년 10월 9일 알츠하이머병으로 사망하였다. 슬하에 페넬로페와 마이클이라는 2명의 아이를 두었으며 이 중 마이클은 시랜드 공국의 공작을 자처하고 있다.